# Jan Kozłowski (1906–1980)

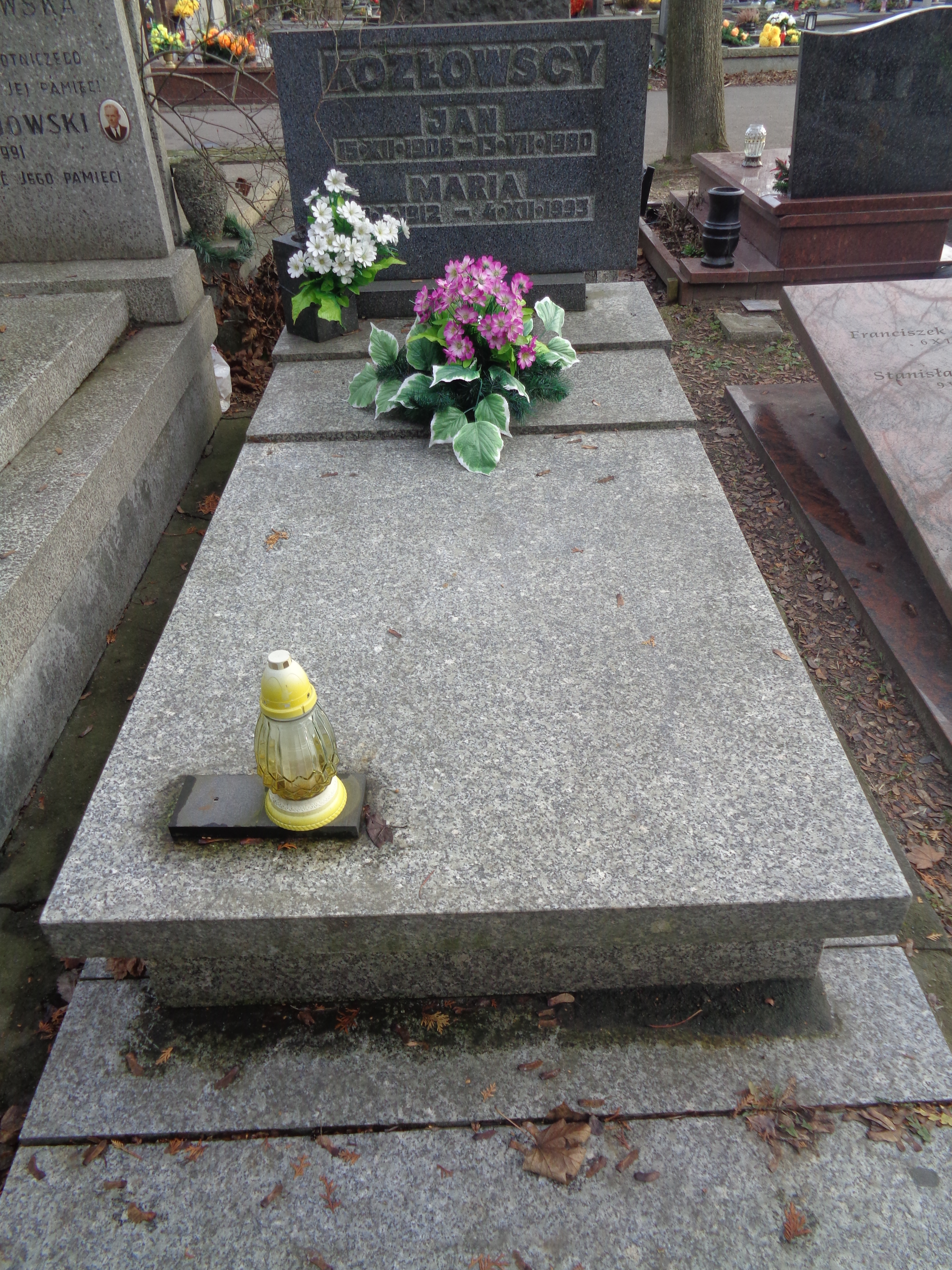
Grób Jana Kozłowskiego na cmentarzu wojskowym na Powązkach

Jan Kozłowski (właśc. Jan Spiegel) pseud. Heniek, Władek (ur. 15 grudnia 1906 w Doruchowie, zm. 13 lipca 1980 w Koszalinie) – polski polityk komunistyczny, zastępca członka KC PZPR.

## Życiorys
Syn małorolnego chłopa pochodzenia niemieckiego, Walentego. Wkrótce gdy się urodził, rodzice przenieśli się z nim do Westfalii w poszukiwaniu pracy. Skończył 4 klasy niemieckiej szkoły podstawowej, podczas I wojny światowej ojciec został zmobilizowany do niemieckiej armii, a w 1916 on sam wrócił z matką do rodzinnej wsi, gdzie kontynuował naukę szkolną. Od 1923 w Zagłębiu Dąbrowskim, pracownik cementowni w Grodźcu k. Będzina, w latach 1924–1926 ładowacz w kopalni węgla kamiennego, później ponownie pracował w cementowni. Z ruchem komunistycznym związany od 1924, w 1925 wstąpił do Związku Młodzieży Komunistycznej (ZMK, od 1930 KZMP), członek Komitetu Dzielnicowego (KD) ZMK w Grodźcu. 24 II 1927 aresztowany i potem skazany na 4 lata więzienia za działalność komunistyczną, karę odbywał w Sosnowcu, Będzinie, Mysłowicach i Łęczycy, gdzie w 1928 wstąpił do KPP i został członkiem zarządu komuny więziennej. Po zwolnieniu jesienią 1931 był sekretarzem okręgowym KPP Łódź Podmiejska, Radom, Poznań (1933), Zagłębie (1934–1935), Górny Śląsk i Włocławek (1937). Pracownik Centralnego Wydziału Zawodowego KPP w Warszawie. Agitator komunistyczny m.in. wśród tramwajarzy, organizował narady i konferencje „jednolitofrontowe”. IV 1932 zatrzymany przez policję w Warszawie, potem zwolniony za kaucją. Później aresztowany w Częstochowie i uwięziony, 14 XI 1935 uniewinniony, powrócił do działalności okręgowej w KPP. W 1937 skierowany przez władze KPP na studia do KUMNZ w Moskwie, dokąd udał się przez Pragę, jednak w związku z czystkami stalinowskimi i niszczeniem kadr KPP przez NKWD nie udało mu się dotrzeć do ZSRR. Po zajęciu Czechosłowacji przez Niemcy przy pomocy czeskich komunistów przedostał się do Anglii, gdzie był ślusarzem w fabrykach metalowych. Od 1944 członek zagranicznej sekcji PPR, po wojnie wrócił do kraju i 8 III – 27 VII 1946 był I sekretarzem Komitetu Miejskiego (KM) PPR w Łodzi, a od 25 IX 1946 I sekretarzem Komitetu Wojewódzkiego (KW) PPR w Kielcach, od grudnia 1948 zastępca członka KC PZPR i do 19 VI 1949 I sekretarz KW PZPR w Kielcach. 20 VI – 26 XI 1949 I sekretarz KW PZPR w Bydgoszczy, od 28 VI 1950 I sekretarz nowo powstałego KW PZPR w Koszalinie. 2 VII 1951 w związku ze sprawą gryficką odwołany ze stanowiska, a na VII Plenum KC PZPR wykluczony z PZPR 15 VI 1952. Później pracował w centralach przemysłu spożywczego, w latach 1958–1964 kierownik działu w polsko-angielskiej spółce w Londynie, a w latach 1964–1967 prokurent w centrali „Animex”, potem na emeryturze. Był odznaczony m.in. Orderem Sztandaru Pracy I klasy. Został pochowany na Powązkach Wojskowych w Warszawie (kwatera C35-9-5). 